# Corea del Sud ai Giochi della XXIX Olimpiade
La Corea del Sud ha partecipato ai Giochi della XXIX Olimpiade di Pechino, svoltisi dall'8 al 24 agosto 2008, con una delegazione di 265 atleti.

## Medaglie
| Medaglia | Atleta                                    | Sport              | Evento                               |
| -------- | ----------------------------------------- | ------------------ | ------------------------------------ |
| Oro      | Choi Min-ho                               | Judo               | 60 kg maschile                       |
| Oro      | Park Tae-Hwan                             | Nuoto              | 400 m stile libero maschili          |
| Oro      | Joo Hyun-Jung Park Sung-Hyun Yun Ok-Hee   | Tiro con l'arco    | Squadre femminile                    |
| Oro      | Im Dong-Hyun Lee Chang-Hwan Park Kyung-Mo | Tiro con l'arco    | Squadre maschile                     |
| Oro      | Jin Jong-Oh                               | Tiro               | Pistola 50 m maschile                |
| Oro      | Sa Jae-Hyouk                              | Sollevamento pesi  | 77 kg maschile                       |
| Oro      | Jang Mi-Ran                               | Sollevamento pesi  | +75 kg femminile                     |
| Oro      | Lee Yong-dae Lee Hyo-jung                 | Badminton          | Doppio misto                         |
| Oro      | Lim Su-Jeong                              | Taekwondo          | 57 kg femminile                      |
| Oro      | Son Tae-Jin                               | Taekwondo          | 68 kg maschile                       |
| Oro      | Hwang Kyung-Sun                           | Taekwondo          | 67 kg femminile                      |
| Oro      | Cha Dong-Min                              | Taekwondo          | +80 kg maschile                      |
| Oro      | Corea del Sud                             | Baseball           | Torneo maschile                      |
| Argento  | Jin Jong-Oh                               | Tiro               | Pistola 10 m aria compressa maschile |
| Argento  | Yoon Jin-Hee                              | Sollevamento pesi  | 53 kg femminile                      |
| Argento  | Wang Ki-Chun                              | Judo               | 73 kg maschile                       |
| Argento  | Nam Hyun-Hee                              | Scherma            | Fioretto individuale femminile       |
| Argento  | Park Tae-Hwan                             | Nuoto              | 200 m stile libero maschili          |
| Argento  | Kim Jae-Bum                               | Judo               | 81 kg maschile                       |
| Argento  | Park Sung-Hyun                            | Tiro con l'arco    | Individuale femminile                |
| Argento  | Park Kyung-Mo                             | Tiro con l'arco    | Individuale maschile                 |
| Argento  | Lee Hyo-jung Lee Kyung-won                | Badminton          | Doppio femminile                     |
| Argento  | Yoo Won-Chul                              | Ginnastica         | Parallele simmetriche maschile       |
| Bronzo   | Park Eun-Chul                             | Lotta greco-romana | 55 kg maschile                       |
| Bronzo   | Yun Ok-Hee                                | Tiro con l'arco    | Individuale femminile                |
| Bronzo   | Jeong Gyeong-Mi                           | Judo               | 78 kg femminile                      |
| Bronzo   | Hwang Ji-man Lee Jae-jin                  | Badminton          | Doppio maschile                      |
| Bronzo   | Dang Ye Seo Kim Kyung Ah Park Mi Young    | Tennis tavolo      | Squadre femminile                    |
| Bronzo   | Oh Sang Eun Ryu Seung Min Yoon Jae Young  | Tennis tavolo      | Squadre maschile                     |
| Bronzo   | Kim Jung-Joo                              | Pugilato           | Pesi welter                          |
| Bronzo   | Corea del Sud                             | Pallamano          | Torneo femminile                     |

### Medaglie per disciplina
| Sport             | Oro | Argento | Bronzo | Totale |
| ----------------- | --- | ------- | ------ | ------ |
| Taekwondo         | 4   | 0       | 0      | 4      |
| Tiro con l'arco   | 2   | 2       | 1      | 5      |
| Sollevamento pesi | 2   | 1       | 0      | 3      |
| Judo              | 1   | 2       | 1      | 4      |
| Badminton         | 1   | 1       | 1      | 3      |
| Nuoto             | 1   | 1       | 0      | 2      |
| Tiro              | 1   | 1       | 0      | 2      |
| Baseball          | 1   | 0       | 0      | 1      |
| Scherma           | 0   | 1       | 0      | 1      |
| Ginnastica        | 0   | 1       | 0      | 1      |
| Tennis tavolo     | 0   | 0       | 2      | 2      |
| Lotta             | 0   | 0       | 1      | 1      |
| Pallamano         | 0   | 0       | 1      | 1      |
| Pugilato          | 0   | 0       | 1      | 1      |

### Plurimedagliati
| Atleta         | Sport           | Oro | Argento | Bronzo | Totale |
| -------------- | --------------- | --- | ------- | ------ | ------ |
| Jin Jong-Oh    | Tiro            | 1   | 1       | 0      | 2      |
| Lee Hyo-jung   | Badminton       | 1   | 1       | 0      | 2      |
| Park Sung-Hyun | Tiro con l'arco | 1   | 1       | 0      | 2      |
| Park Kyung-Mo  | Tiro con l'arco | 1   | 1       | 0      | 2      |
| Park Tae-Hwan  | Nuoto           | 1   | 1       | 0      | 2      |
| Yun Ok-Hee     | Tiro con l'arco | 1   | 0       | 1      | 2      |

## Atletica leggera
| Gara           | Atleta        | Batterie | Batterie | Quarti | Quarti | Semifinali | Semifinali | Finale | Finale |
| Gara           | Atleta        | Tempo    | Pos.     | Tempo  | Pos.   | Tempo      | Pos.       | Tempo  | Pos.   |
| -------------- | ------------- | -------- | -------- | ------ | ------ | ---------- | ---------- | ------ | ------ |
| 110 m ostacoli | Lee Jung-Joon | 13"65    | 7        | 13"55  | 6      |            |            |        |        |

| Gara         | Atleta          | Tempo     | Posizione |
| ------------ | --------------- | --------- | --------- |
| Maratona     | Kim Yi-Yong     | 2h 23'57" | 50        |
| Maratona     | Lee Bong-Ju     | 2h 17'56" | 28        |
| Maratona     | Lee Myong-Seung | 2h 14'37" | 18        |
| Marcia 20 km | Kim Hyun-Sub    | 1h 22'57" | 23        |
| Marcia 20 km | Park Chil-Sung  | 1h 25'07" | 33        |
| Marcia 50 km | Kim Dong-Young  | 4h 02'32" | 31        |

| Gara                   | Atleta         | Qualificazioni | Qualificazioni | Finale | Finale |
| Gara                   | Atleta         | Misura         | Pos.           | Misura | Pos.   |
| ---------------------- | -------------- | -------------- | -------------- | ------ | ------ |
| Salto con l'asta       | Kim Yoo-Suk    | nessuna misura | -              |        |        |
| Salto triplo           | Kim Deok-Hyeon | 16,68 m        | 18             |        |        |
| Lancio del giavellotto | Park Jae-Myong | 76,63 m        | 17             |        |        |

| Gara         | Atleta         | Tempo     | Posizione |
| ------------ | -------------- | --------- | --------- |
| Maratona     | Chae Eun-Hee   | 2h 38'52" | 53        |
| Maratona     | Lee Eun-Jung   | 2h 33'07" | 25        |
| Maratona     | Lee Sung-Young | 2h 43'23" | 56        |
| Marcia 20 km | Kim Mi-Jung    | 1h 33'55" | 29        |

| Gara                   | Atleta       | Qualificazioni | Qualificazioni | Finale | Finale |
| Gara                   | Atleta       | Misura         | Pos.           | Misura | Pos.   |
| ---------------------- | ------------ | -------------- | -------------- | ------ | ------ |
| Salto in lungo         | Jung Soon-Ok | 6,33 m         | 14             |        |        |
| Getto del peso         | Lee Mi-Young | 15,10 m        | 33             |        |        |
| Lancio del giavellotto | Kim Kyung-Ae | 53,13 m        | 46             |        |        |

## Badminton
| Gara              | Atleta                     | Turno 1                               | Sedicesimi                                       | Ottavi                                                     | Quarti                                                     | Semifinali                                                 | Finale                                                      |
| ----------------- | -------------------------- | ------------------------------------- | ------------------------------------------------ | ---------------------------------------------------------- | ---------------------------------------------------------- | ---------------------------------------------------------- | ----------------------------------------------------------- |
| Singolo maschile  | Lee Hyun-Il                | bye                                   | Kenneth Jonassen (Danimarca) 15-21, 21-14, 21-19 | Marc Zwiebler (Germania) 21-13, 21-11                      | Bao Chunlai (Cina) 23-21, 21-11                            | Lee Chong Wei (Malaysia) 18-21, 21-13, 13-21               | Chen Jin (Cina) 16-21, 21-12, 21-14                         |
| Singolo maschile  | Park Sung-Hwan             | Andrew Dabeka (Canada) 21-11, 21-11   | Edwin Ekiring (Uganda) 21-5, 21-8                | Lin Dan (Cina) 8-21, 11-21                                 |                                                            |                                                            |                                                             |
| Doppio maschile   | Hwang Ji-man Lee Jae-jin   |                                       |                                                  | Choong Tan Fook Lee Wan Wah (Malaysia) 20-22, 21-13, 21-16 | Tadashi Ohtsuka Keita Masuda (Giappone) 21-12, 18-21, 21-9 | Fu Haifeng Cai Yun (Cina) 20-22, 8-21                      | Lars Paaske Jonas Rasmussen (Danimarca) 13-21, 21-17, 21-18 |
| Doppio maschile   | Jung Jae-Sung Lee Yong-Dae |                                       |                                                  | Lars Paaske Jonas Rasmussen (Danimarca) 16-21, 19-21       |                                                            |                                                            |                                                             |
| Singolo femminile | Jun Jae-Youn               | Kamila Augustyn (Polonia) 21-15, 21-5 | Chloe Magee (Irlanda) 21-12, 21-14               | Zhang Ning (Cina) 11-21, 12-21                             |                                                            |                                                            |                                                             |
| Doppio femminile  | Ha Jung-Eun Kim Min-Jung   |                                       |                                                  | Du Jing Yu Yang (Cina) 11-21, 21-16, 15-21                 |                                                            |                                                            |                                                             |
| Doppio femminile  | Lee Hyo-jung Lee Kyung-won |                                       |                                                  | Chin Eei Hui Wong Pei Tty (Malaysia) 21-14, 21-19          | Jiang Yanmei Li Yujia (Singapore) 21-15, 21-12             | Miyuki Maeda Satoko Suetsuna (Giappone) 22-20, 21-15       | Du Jing Yu Yang (Cina) 15-21, 13-21                         |
| Doppio misto      | Han Sang-Hoon Hwang Yu-mi  |                                       |                                                  | Lilyana Natsir Nova Widianto (Indonesia) 21-23, 19-21      |                                                            |                                                            |                                                             |
| Doppio misto      | Lee Hyo-jung Lee Yong-dae  |                                       |                                                  | Craig Cooper Renee Flavell (Nuova Zelanda) 21-12, 21-11    | Nathan Robertson Gail Emms (Gran Bretagna) 21-19, 21-12    | Flandy Limpele Vita Marissa (Indonesia) 21-9, 12-21, 21-17 | Nova Widianto Lilyana Natsir (Indonesia) 21-11, 21-17       |

## Baseball
La nazionale sudcoreana si è qualificata per i Giochi giungendo seconda nell'ultimo torneo preolimpico.

### Squadra
- Oh Seung-Hwan (lanciatore)
- Han Ki-Joo (lanciatore)
- Yoon Suk-Min (lanciatore)
- Song Seung-Jun (lanciatore)
- Jung Keun Bong (lanciatore)
- Kim Kwang-Hyun) (lanciatore)
- Jang Won-Sam (lanciatore)
- Kwon Hyuk (lanciatore)
- Ryu Hyun-Jin (lanciatore)
- Chong Tae-Hyon (lanciatore)
- Jin Kab-Yong (ricevitore)
- Kang Min-Ho (ricevitore)
- Lee Dae-Ho (interno)
- Lee Seung-Yeop (interno)
- Ko Young-Min (interno)
- Jeong Keun-Woo (interno)
- Kim Dong-Joo (interno)
- Park Jin-Man (interno)
- Kim Min-Jae (interno)
- Lee Jin-Young (esterno)
- Lee Yong-Kyu (esterno)
- Lee Taek-Keun (esterno)
- Kim Hyun-Soo (esterno)
- Lee Jong-wook (esterno)

### Prima fase
| Data      | Ora locale | Partita       | Partita         | Partita       |
| --------- | ---------- | ------------- | --------------- | ------------- |
| 13 agosto | 18.00      | Corea del Sud | 8-7             | Stati Uniti   |
| 17 agosto | 11.30      | Corea del Sud | 1-0             | Cina          |
| 15 agosto | 18.00      | Canada        | 0-1             | Corea del Sud |
| 16 agosto | 19.00      | Giappone      | 3-5             | Corea del Sud |
| 18 agosto | 17.30      | Taipei cinese | 8-9             | Corea del Sud |
| 19 agosto | 11.30      | Corea del Sud | 7-4             | Cuba          |
| 20 agosto | 11.30      | Paesi Bassi   | 0-10 (8 inning) | Corea del Sud |

|  | Qualificate alle semifinali |
|  | Eliminate                   |

| Squadra       | Gioc | Vinte | Perse | Pt.fat | Pt.sub | Perc  |
| ------------- | ---- | ----- | ----- | ------ | ------ | ----- |
| Corea del Sud | 7    | 7     | 0     | 41     | 22     | 1.000 |
| Cuba          | 7    | 6     | 1     | 52     | 23     | .857  |
| Stati Uniti   | 7    | 5     | 2     | 40     | 22     | .714  |
| Giappone      | 7    | 4     | 3     | 36     | 14     | .571  |
| Taipei cinese | 7    | 2     | 5     | 29     | 33     | .286  |
| Canada        | 7    | 2     | 5     | 29     | 20     | .286  |
| Paesi Bassi   | 7    | 1     | 6     | 9      | 50     | .143  |
| Cina          | 7    | 1     | 6     | 14     | 60     | .143  |

### Seconda fase
| Semifinale | Semifinale | Semifinale    | Semifinale                                        | Semifinale | Semifinale              |
| ---------- | ---------- | ------------- | ------------------------------------------------- | ---------- | ----------------------- |
| 22 agosto  | 10.30      | Corea del Sud | 6-2 (0-1, 0-0, 0-1, 1-0, 0-0, 0-0, 1-0, 4-0, X-0) | Giappone   | Wukesong Baseball Field |
| Finale     |            |               |                                                   |            |                         |
| 23 agosto  | 18.00      | Corea del Sud | 3-2 (2-1, 0-0, 0-0, 0-0, 0-0, 0-0, 1-1, 0-0, 0-0) | Cuba       | Wukesong Baseball Field |

## Calcio

### Torneo maschile

#### Squadra
Allenatore:  Park Sung-Hwa
| N. | Pos. | Giocatore       | Data nascita (età)     | Pres. | Reti | Squadra                 |
| -- | ---- | --------------- | ---------------------- | ----- | ---- | ----------------------- |
| 1  | P    | Jung Sung-ryong | 4 gennaio 1985 (23)    |       |      | Seongnam Ilhwa Chunma   |
| 2  | D    | Shin Kwang-Hoon | 9 marzo 1985 (23)      |       |      | Jeonbuk Motors          |
| 3  | D    | Kim Dong-jin    | 29 gennaio 1982 (26)   |       |      | Zenit San Pietroburgo   |
| 4  | D    | Kang Min-Soo    | 14 febbraio 1986 (22)  |       |      | Jeonbuk Motors          |
| 5  | D    | Kim Chang-Soo   | 12 settembre 1985 (23) |       |      | Busan I'Park            |
| 6  | D    | Kim Jin-Kyu     | 16 febbraio 1985 (23)  |       |      | FC Seoul                |
| 7  | C    | Oh Jang-Eun     | 24 luglio 1985 (23)    |       |      | Ulsan Hyundai           |
| 8  | C    | Kim Jung-woo    | 9 maggio 1982 (26)     |       |      | Seongnam Ilhwa Chunma   |
| 9  | A    | Shin Young-Rok  | 27 marzo 1987 (21)     |       |      | Suwon Samsung Bluewings |
| 10 | A    | Park Chu-Young  | 10 luglio 1985 (23)    |       |      | FC Seoul                |
| 11 | C    | Lee Chung-Yong  | 2 luglio 1988 (20)     |       |      | FC Seoul                |
| 12 | C    | Ki Sung-Yong    | 24 gennaio 1989 (19)   |       |      | FC Seoul                |
| 13 | C    | Kim Seung-Yong  | 14 marzo 1985 (23)     |       |      | Gwangju Sangmu Phoenix  |
| 14 | C    | Baek Ji-Hoon    | 28 febbraio 1985 (23)  |       |      | Suwon Samsung Bluewings |
| 15 | D    | Kim Kun-Hoan    | 12 agosto 1986 (21)    |       |      | Kyung Hee University    |
| 16 | C    | Cho Young-Cheol | 31 maggio 1989 (19)    |       |      | Yokohama                |
| 17 | A    | Lee Keun-ho     | 8 aprile 1985 (23)     |       |      | Daegu                   |
| 18 | P    | Song Yoo-Geol   | 16 febbraio 1985 (23)  |       |      | Incheon United          |

#### Prima fase
| Arbitro: | Maruffo |

|          |           |              |
| Park 68’ | Marcatori | 81’ Mandjeck |

| Arbitro: | Einwaller |

|                                    |           |  |
| Rossi 15’ Rocchi 31’ Montolivo 90’ | Marcatori |  |

| Arbitro: | Hester |

|         |           |  |
| Kim 23’ | Marcatori |  |

| Squadra       | P.ti | G | V | N | P | GF | GS | DR |
| ------------- | ---- | - | - | - | - | -- | -- | -- |
| Italia        | 7    | 3 | 2 | 1 | 0 | 6  | 0  | +6 |
| Camerun       | 5    | 3 | 1 | 2 | 0 | 2  | 1  | +1 |
| Corea del Sud | 4    | 3 | 1 | 1 | 1 | 2  | 4  | -2 |
| Honduras      | 0    | 3 | 0 | 0 | 3 | 0  | 5  | -5 |

## Canoa/kayak
| Gara     | Atleta      | Batterie | Batterie | Semifinali | Semifinali | Finale | Finale |
| Gara     | Atleta      | Tempo    | Pos.     | Tempo      | Pos.       | Tempo  | Pos.   |
| -------- | ----------- | -------- | -------- | ---------- | ---------- | ------ | ------ |
| K1 500 m | Lee Soon-Ja | 1'58"140 | 23       |            |            |        |        |

## Canottaggio
| Gara                               | Atleta                      | Batterie | Batterie | Quarti/ Ripescaggi | Quarti/ Ripescaggi | Semifinali | Semifinali         | Finale  | Finale       |
| Gara                               | Atleta                      | Tempo    | Pos.     | Tempo              | Pos.               | Tempo      | Pos.               | Tempo   | Pos.         |
| ---------------------------------- | --------------------------- | -------- | -------- | ------------------ | ------------------ | ---------- | ------------------ | ------- | ------------ |
| 2 di coppia pesi leggeri maschile  | Jang Kang-Eun Kim Hong-Kyun | 6'42"97  | 5        | 7'12"17            | 6                  | 6'47"13    | 4 (semifinale C/D) | 6'47"44 | 2 (finale D) |
| Singolo femminile                  | Shin Yeong-Eun              | 8'17"40  | 3        | 7'58"71            | 6                  | 8'23"62    | 5 (semifinale C/D) | 7'48"31 | 2 (finale D) |
| 2 di coppia pesi leggeri femminile | Ji Yoo-Jin Ko Young-Eun     | 7'39"70  | 5        | 8'03"51            | 6                  |            |                    | 7'39"46 | 5 (finale C) |

## Ciclismo

### Su strada
| Gara                     | Atleta         | Tempo        | Posizione    |
| ------------------------ | -------------- | ------------ | ------------ |
| Corsa in linea maschile  | Park Sung-Baek | 7h 03'04"    | 88           |
| Corsa in linea femminile | Son Heejung    | 3h 45'59"    | 58           |
| Corsa in linea femminile | Gu Sungeun     | non concluso | non concluso |

## Equitazione
| Gara        | Atleta        | Cavallo      | Test   | Test | Special test | Special test | Freestyle | Freestyle | Totale | Totale |
| Gara        | Atleta        | Cavallo      | Punti  | Pos. | Punti        | Pos.         | Punti     | Pos.      | Punti  | Pos.   |
| ----------- | ------------- | ------------ | ------ | ---- | ------------ | ------------ | --------- | --------- | ------ | ------ |
| Individuale | Choi Jun-Sang | Cinque Cento | 57,333 | 46   |              |              |           |           |        |        |

## Ginnastica

### Ginnastica artistica
| Gara                        | Atleta                                                                        | Volteggio | Corpo libero | Cavallo con maniglie | Anelli | Parallele | Sbarra | Trave  | Totale  | Posizione | Finali                          |
| --------------------------- | ----------------------------------------------------------------------------- | --------- | ------------ | -------------------- | ------ | --------- | ------ | ------ | ------- | --------- | ------------------------------- |
| Qualificazioni maschili     | Kim Dae Eun                                                                   | 15,500    | 14,725       | 15,450               | 16,050 | 16,050    | 14,625 |        | 92,400  | 3         | concorso individuale            |
| Qualificazioni maschili     | Kim Ji-Hoon                                                                   | 14,925    | 15,175       | -                    | 15,650 | -         | 14,525 |        | 60,325  | 62        | cavallo con maniglie            |
| Qualificazioni maschili     | Yang Tae Young                                                                | 13,850    | 15,000       | 14,875               | 16,000 | 16,100    | 13,475 |        | 89,300  | 22        | concorso individuale, parallele |
| Qualificazioni maschili     | Yoo Won-Chul                                                                  | -         | -            | 15,575               | -      | 16,150    | -      |        | 31,725  | 85        | parallele                       |
| Qualificazioni maschili     | Kim Soo-Myun                                                                  | 15,575    | 13,800       | 14,175               | 16,025 | 15,350    | 14,875 |        | 89,900  | 18        | nessuna                         |
| Qualificazioni maschili     | Kim Seung-Il                                                                  | 14,975    | 14,550       | 14,325               | 15,650 | 15,325    | 12,175 |        | 87,000  | 34        | nessuna                         |
| Concorso a squadre maschile | Kim Dae Eun Kim Ji-Hoon Yang Tae Young Yoo Won-Chul Kim Soo-Myun Kim Seung-Il | 61,025    | 59,450       | 60,225               | 63,275 | 63,650    | 57,600 |        | 365,700 | 4         | sì                              |
| Qualificazioni femminili    | Jo Hyun-Joo                                                                   | 14,125    | 13,375       |                      |        | 11,875    |        | 13,400 | 52,775  | 68        | nessuna                         |

| Gara                           | Atleta                                                                        | Punteggio | Posizione |
| ------------------------------ | ----------------------------------------------------------------------------- | --------- | --------- |
| Cavallo maschile               | Kim Ji-Hoon                                                                   | 15,175    | 9         |
| Parallele simmetriche maschili | Yang Tae Young                                                                | 15,650    | 7         |
| Parallele simmetriche maschili | Yoo Won-Chul                                                                  | 16,250    |           |
| Concorso individuale maschile  | Kim Dae Eun                                                                   | 90,775    | 11        |
| Concorso individuale maschile  | Yang Tae Young                                                                | 91,600    | 8         |
| Concorso a squadre maschile    | Kim Dae Eun Kim Ji-Hoon Yang Tae Young Yoo Won-Chul Kim Soo-Myun Kim Seung-Il | 274,375   | 5         |

### Ginnastica ritmica
| Atleta      | Qualificazioni | Qualificazioni | Qualificazioni | Qualificazioni | Qualificazioni | Qualificazioni | Finale | Finale  | Finale | Finale | Finale | Finale |
| Atleta      | Corda          | Cerchio        | Clavi          | Palla          | Totale         | Pos.           | Corda  | Cerchio | Clavi  | Palla  | Totale | Pos.   |
| ----------- | -------------- | -------------- | -------------- | -------------- | -------------- | -------------- | ------ | ------- | ------ | ------ | ------ | ------ |
| Shin Soo-Ji | 16,325         | 16,375         | 16,600         | 16,850         | 66,150         | 12             |        |         |        |        |        |        |

## Hockey su prato

### Torneo maschile
La nazionale sudcoreana si è qualificata per i Giochi vincendo il torneo dei Giochi asiatici del 2006.

#### Squadra
La squadra era formata da:
- Ko Dong-Sik
- Kim Byung-Hoon
- Kim Chul
- Kim Yong-Bae
- Lee Nam-Yong
- Seo Jong-Ho
- Kang Seong-Jung
- Yoon Sung-Hoon
- You Hyo-Sik
- Yeo Woon-Kon
- Cha Jong-Bok
- Lee Myung-Ho
- Hong Eun-Seong
- Kang Moon-Kweon
- Kim Sam-Seok
- Jang Jong-Hyun

#### Prima fase
| Data     | Ora locale | Partita       | Partita | Partita       |
| -------- | ---------- | ------------- | ------- | ------------- |
| 11.08.08 | 18.00      | Corea del Sud | 1-3     | Nuova Zelanda |
| 13.08.08 | 10.30      | Cina          | 2-5     | Corea del Sud |
| 15.08.08 | 20.30      | Corea del Sud | 3-3     | Germania      |
| 17.08.08 | 10.30      | Corea del Sud | 3-1     | Belgio        |
| 19.08.08 | 18.30      | Corea del Sud | 1-2     | Spagna        |

| Squadra       | P.ti | G | V | P | S | GF | GS | DR |
| ------------- | ---- | - | - | - | - | -- | -- | -- |
| Spagna        | 12   | 5 | 4 | 0 | 1 | 9  | 5  | +4 |
| Germania      | 11   | 5 | 3 | 2 | 0 | 12 | 6  | +6 |
| Corea del Sud | 7    | 5 | 2 | 1 | 2 | 13 | 11 | +2 |
| Nuova Zelanda | 7    | 5 | 2 | 1 | 2 | 10 | 9  | +1 |
| Belgio        | 4    | 5 | 1 | 1 | 3 | 9  | 13 | −4 |
| Cina          | 1    | 5 | 0 | 1 | 4 | 7  | 16 | −9 |

#### Seconda fase
Finale 5º-6º posto
| Arbitro: | Murray Grime (AUS), Roel Van Eert (NED) |

|                                                       |           |                   |
| Middleton 44' Jackson 49' Clarke 54', 63' Kirkham 70' | Marcatori | Jang 48' Hyun 67' |

### Torneo femminile
La nazionale sudcoreana si è qualificata per i Giochi nel terzo torneo preolimpico.

#### Squadra
La squadra era formata da:
- Moon Young-Hui
- Cho Hye-Sook
- Kim Young-Ran
- Lee Seon-Ok
- Kim Jung-Hee
- Park Mi-Hyun
- Kim Jin-Kyoung
- Kim Mi-Seon
- Kim Jong-Eun
- Eum Mi-Young
- Kim Sung-Hee
- Seo Hye-jin
- Park Jeong-Sook
- Kim Eun-Sil
- Kim Da-Rae
- Han Hye-lyoung

#### Prima fase
| Data     | Ora locale | Partita       | Partita | Partita       |
| -------- | ---------- | ------------- | ------- | ------------- |
| 10.08.08 | 18.00      | Australia     | 5-4     | Corea del Sud |
| 12.08.08 | 20.30      | Paesi Bassi   | 3-2     | Corea del Sud |
| 14.08.08 | 18.00      | Spagna        | 2-1     | Corea del Sud |
| 16.08.08 | 18.30      | Corea del Sud | 1-6     | Cina          |
| 18.08.08 | 10.30      | Corea del Sud | 5-2     | Sudafrica     |

| Squadra          | P.ti | G | V | P | S | GF | GS | DR  |
| ---------------- | ---- | - | - | - | - | -- | -- | --- |
| 1. Paesi Bassi   | 15   | 5 | 5 | 0 | 0 | 14 | 3  | +11 |
| 2. Cina          | 10   | 5 | 3 | 1 | 1 | 14 | 4  | +10 |
| 3. Australia     | 10   | 5 | 3 | 1 | 1 | 17 | 9  | +8  |
| 4. Spagna        | 6    | 5 | 2 | 0 | 3 | 4  | 12 | −8  |
| 5. Corea del Sud | 3    | 5 | 1 | 0 | 4 | 13 | 18 | −5  |
| 6. Sudafrica     | 0    | 5 | 0 | 0 | 5 | 2  | 18 | −16 |

#### Seconda fase
Finale 9º-10º posto
| Arbitro: | Gina Spitaleri (ITA), Lisa Roach (AUS) |

|                          |           |              |
| Park Jeong Sook 18', 48' | Marcatori | 42' Komazawa |

## Judo
| Gara    | Atleta       | Preliminari                   | Tabellone principale                          | Tabellone principale                     | Tabellone principale                        | Tabellone principale                     | Tabellone principale                   | Ripescaggi | Ripescaggi                           | Ripescaggi                             | Ripescaggi |
| Gara    | Atleta       | Preliminari                   | Sedicesimi                                    | Ottavi                                   | Quarti                                      | Semifinali                               | Finale                                 | 1º turno   | Quarti                               | Semifinali                             | Finale     |
| ------- | ------------ | ----------------------------- | --------------------------------------------- | ---------------------------------------- | ------------------------------------------- | ---------------------------------------- | -------------------------------------- | ---------- | ------------------------------------ | -------------------------------------- | ---------- |
| 60 kg   | Choi Min-Ho  |                               | Miguel Albarracín (Argentina) 1000-0000       | Masoud Haji Akhondzadeh (Iran) 1000-0000 | Rishod Sobirov (Uzbekistan) 1001-0000       | Ruben Houkes (Paesi Bassi) 1000-0000     | Ludwig Paischer (Austria) 1000-0000    |            |                                      |                                        |            |
| 66 kg   | Kim Joo-Jin  |                               | João Derly (Brasile) 0001-0002                |                                          |                                             |                                          |                                        |            |                                      |                                        |            |
| 73 kg   | Wang Ki-Chun |                               | Rinat Ibragimov (Kazakistan) 1011-0000        | Shokir Muminov (Uzbekistan) 1100-0000    | Leandro Guilheiro (Brasile) 0100-0000       | Rasul Boqiev (Tagikistan) 0010-0001      | Elnur Mammadli (Azerbaigian) 0000-1000 |            |                                      |                                        |            |
| 81 kg   | Kim Jae-Bum  |                               | Serguei Shundikov (Bielorussia) 0011-0000     | Robert Krawczyk (Polonia) 1100-0001      | João Neto (Portogallo) 0001-0000            | Guillaume Elmont (Paesi Bassi) 0001-0000 | Ole Bischof (Germania) 0000-0010       |            |                                      |                                        |            |
| 90 kg   | Choi Sun-Ho  |                               | Hesham Mesbah (Egitto) 0000-+0000             |                                          |                                             |                                          |                                        |            |                                      |                                        |            |
| 100 kg  | Jang Sung-Ho |                               | Albenis Antonio Rosales (Venezuela) 1010-0001 | Oreydis Despaigne (Cuba) 0001-0000       | aidangiin Tüvshinbayar (Mongolia) 0010-0011 |                                          |                                        |            | Benjamin Behrla (Germania) 1000-0000 | Levan Zhorzholiani (Georgia) 0020-0021 |            |
| +100 kg | Kim Sung-Bum | Joel Brutus (Haiti) 1001-0000 | Martin Padar (Estonia) 0000-1100              |                                          |                                             |                                          |                                        |            |                                      |                                        |            |

| Gara   | Atleta          | Tabellone principale                | Tabellone principale                      | Tabellone principale                        | Tabellone principale               | Tabellone principale | Ripescaggi | Ripescaggi                               | Ripescaggi                        | Ripescaggi                           |
| Gara   | Atleta          | Sedicesimi                          | Ottavi                                    | Quarti                                      | Semifinali                         | Finale               | 1º turno   | Quarti                                   | Semifinali                        | Finale                               |
| ------ | --------------- | ----------------------------------- | ----------------------------------------- | ------------------------------------------- | ---------------------------------- | -------------------- | ---------- | ---------------------------------------- | --------------------------------- | ------------------------------------ |
| 48 kg  | Kim Yong-Ram    | bye                                 | Lyudmyla Lusnikova (Ucraina) 0100-0000    | Alina Alexandra Dumitru (Romania) 0000-1000 |                                    |                      |            | Éva Csernoviczki (Ungheria) 0000-0001    |                                   |                                      |
| 52 kg  | Kim Kyung-Ok    | bye                                 | Maria Garcia (Rep. Dominicana) 1003-0000  | Soraya Haddad (Algeria) 0001-0210           |                                    |                      |            | Marie Muller (Lussemburgo) 0010-0001     | Ana Carrascosa (Spagna) 1010-0001 | Misato Nakamura (Giappone) 0000-0200 |
| 57 kg  | Kang Sin-Young  | Ketleyn Quadros (Brasile) 0002-0011 |                                           |                                             |                                    |                      |            |                                          |                                   |                                      |
| 63 kg  | Kong Ja-Young   | Danielli Yuri (Brasile) 1000-0100   | Xu Yuhua (Cina) 0100-0012                 | Ayumi Tanimoto (Giappone) 0001-1000         |                                    |                      |            | Ysis Lenis Barreto (Venezuela) 0100-1001 |                                   |                                      |
| 70 kg  | Park Ka-Yeon    | Masae Ueno (Giappone) 0000-1010     |                                           |                                             |                                    |                      |            |                                          |                                   |                                      |
| 78 kg  | Jeong Gyeong-Mi | bye                                 | Michelle Rogers (Gran Bretagna) 0001-0000 | Heide Wollert (Germania) 1002-0000          | Yalennis Castillo (Cuba) 0000-0001 |                      |            |                                          |                                   | Edinanci Silva (Brasile) 1010-0000   |
| +78 kg | Kim Na-Young    | bye                                 | Nihel Cheikh Rouhou (Tunisia) 0011-0001   | Tong Wen (Cina) 0000-1010                   |                                    |                      |            | Tea Donguzashvili (Russia) 1000-0000     | Samah Ramadan (Egitto) 0200-0000  | Lucija Polavder (Slovenia) 0000-0001 |

## Lotta
| Gara   | Atleta         | Tabellone principale               | Tabellone principale                      | Tabellone principale                       | Tabellone principale | Tabellone principale | Ripescaggi                           | Ripescaggi                   | Ripescaggi |
| Gara   | Atleta         | Sedicesimi                         | Ottavi                                    | Quarti                                     | Semifinali           | Finale               | Quarti                               | Semifinali                   | Finale     |
| ------ | -------------- | ---------------------------------- | ----------------------------------------- | ------------------------------------------ | -------------------- | -------------------- | ------------------------------------ | ---------------------------- | ---------- |
| 55 kg  | Kim Hyo-Sub    | bye                                | Francisco Sánchez (Spagna) 3-1, 3-1       | Namig Sevdimov (Azerbaigian) 2-1, 0-1, 0-2 |                      |                      |                                      |                              |            |
| 60 kg  | Kim Jong-Dae   | bye                                | Murad Ramazanov (Macedonia) 0-4, 1-3      |                                            |                      |                      |                                      |                              |            |
| 66 kg  | Jung Young-Ho  | bye                                | Serafim Barzakov (Bulgaria) 0-1, 2-1, 0-2 |                                            |                      |                      |                                      |                              |            |
| 74 kg  | Cho Byung-Kwan | Buvaisar Saitiev (Russia) 0-1, 2-7 |                                           |                                            |                      |                      | Ahmet Gulhan (Turchia) 1-0, 0-2, 2-1 | Iván Fundora (Cuba) 0-2, 0-4 |            |
| 120 kg |                | bye                                | Marid Mutalimov (Kazakistan) 1-1, 0-2     |                                            |                      |                      |                                      |                              |            |

| Gara  | Atleta        | Tabellone principale              | Tabellone principale          | Tabellone principale | Tabellone principale | Ripescaggi | Ripescaggi                            | Ripescaggi |
| Gara  | Atleta        | Ottavi                            | Quarti                        | Semifinali           | Finale               | Quarti     | Semifinali                            | Finale     |
| ----- | ------------- | --------------------------------- | ----------------------------- | -------------------- | -------------------- | ---------- | ------------------------------------- | ---------- |
| 48 kg | Kim Hyung-Joo | Kyla Bremner (Australia) 6-0, 4-0 | Carol Huynh (Canada) 0-1, 0-1 |                      |                      |            | Marija Stadnyk (Azerbaigian) 0-1, 2-3 |            |

| Gara  | Atleta        | Tabellone principale                  | Tabellone principale                | Tabellone principale                            | Tabellone principale                 | Tabellone principale | Ripescaggi | Ripescaggi                        | Ripescaggi                          |
| Gara  | Atleta        | Sedicesimi                            | Ottavi                              | Quarti                                          | Semifinali                           | Finale               | Quarti     | Semifinali                        | Finale                              |
| ----- | ------------- | ------------------------------------- | ----------------------------------- | ----------------------------------------------- | ------------------------------------ | -------------------- | ---------- | --------------------------------- | ----------------------------------- |
| 55 kg | Park Eun-Chul | bye                                   | Anders Nyblom (Danimarca) 3-1, 5-0  | Spenser Mango (Stati Uniti) 3-2, 6-1            | Nazyr Mankiev (Russia) 1-1, 0-6, 1-2 |                      |            |                                   | Hamid Sourian (Iran) 1-1, 2-2       |
| 60 kg | Jung Ji-Hyun  | bye                                   | Yury Dubinin (Bielorussia) 3-0, 6-0 | Nurbakyt Tengizbayev (Kazakistan) 2-1, 2-3, 0-2 |                                      |                      |            |                                   |                                     |
| 66 kg | Kim Min-Chul  | Ali Mohammadi (Iran) 1-1, 1-1         |                                     |                                                 |                                      |                      |            |                                   |                                     |
| 84 kg | Kim Jung-Sub  | Ara Abrahamian (Svezia) 3-1, 1-1, 1-1 |                                     |                                                 |                                      |                      |            |                                   |                                     |
| 96 kg | Han Tae-Young | bye                                   | Mirko Englich (Germania) 1-2, 2-2   |                                                 |                                      |                      |            | Elis Guri (Albania) 1-1, 1-1, 3-1 | Adam Wheeler (Stati Uniti) 1-2, 1-4 |

## Nuoto
| Gara                | Atleta        | Batterie | Batterie | Semifinali | Semifinali | Finale  | Finale |
| Gara                | Atleta        | Tempo    | Pos.     | Tempo      | Pos.       | Tempo   | Pos.   |
| ------------------- | ------------- | -------- | -------- | ---------- | ---------- | ------- | ------ |
| 100 m stile libero  | Im Nam-Kyun   | 51"80    | 54       |            |            |         |        |
| 200 m stile libero  | Park Tae-Hwan | 1'46"73  | 6        | 1'45"99    | 2          | 1'44"85 |        |
| 400 m stile libero  | Park Tae-Hwan |          |          | 3'43"10    | 1          | 3'41"86 |        |
| 1500 m stile libero | Park Tae-Hwan |          |          | 15'05"55   | 16         |         |        |
| 100 m dorso         | Sung Min      | 54"99    | 23       |            |            |         |        |
| 200 m dorso         | Kim Ji-Hyeon  | 2'00"72  | 26       |            |            |         |        |
| 200 m rana          | Shin Su-Jong  | 2'16"21  | 43       |            |            |         |        |
| 200 m farfalla      | Yu Jeong-Nam  | 2'01"00  | 34       |            |            |         |        |
| 200 m misti         | Park Beom-Ho  | 2'06"17  | 44       |            |            |         |        |

| Gara               | Atleta         | Batterie | Batterie | Semifinali | Semifinali | Finale | Finale |
| Gara               | Atleta         | Tempo    | Pos.     | Tempo      | Pos.       | Tempo  | Pos.   |
| ------------------ | -------------- | -------- | -------- | ---------- | ---------- | ------ | ------ |
| 50 m stile libero  | Jang Hee-Jin   | 25"59    | 32       |            |            |        |        |
| 100 m stile libero | Jang Hee-Jin   | 55"96    | 32       |            |            |        |        |
| 200 m stile libero | Lee Kyo-Ra     | 2'05"71  | 46       |            |            |        |        |
| 400 m stile libero | Lee Ji-Eun     |          |          | 4'21"53    | 37         |        |        |
| 100 m dorso        | Kim Yu-Yeon    | 1'04"63  | 44       |            |            |        |        |
| 200 m dorso        | Kang Young-Seo | 2'14"52  | 26       |            |            |        |        |
| 100 m rana         | Jeong Seul-Ki  | 1'09"26  | 23       |            |            |        |        |
| 200 m rana         | Jeong Seul-Ki  | 2'25"95  | 11       | 2'26"83    | 11         |        |        |
| 200 m rana         | Jeong Da-Rae   | 2'27"28  | 16       | 2'28"28    | 14         |        |        |
| 100 m farfalla     | Choi Hye-Ra    | 1'00"65  | 40       |            |            |        |        |
| 200 m farfalla     | Choi Hye-Ra    | 2'11"42  | 24       |            |            |        |        |
| 200 m misti        | Choi Hye-Ra    | 2'15"26  | 24       |            |            |        |        |
| 400 m misti        | Nam Yu-Seon    |          |          | 4'46"74    | 27         |        |        |

## Pallacanestro

### Torneo femminile
La nazionale sudcoreana si è qualificata per i Giochi vincendo il campionato asiatico del 2007.

#### Squadra
La squadra era formata da:
- Kim Yeong-ok (guardia)
- Lee Mi-seon (guardia)
- Chou Yun-a (guardia)
- Jin Mi-jeong (ala)
- Lee Jong-ae (centro)
- Jeong Seon-min (capitano, centro)
- Byeon Yeon-ha (ala)
- Park Jeong-eun (ala)
- Ha Eun-ju (centro)
- Kim Jeong-eun (ala)
- Kim Gye-ryeong (centro)
- Sin Jeong-ja (centro)

#### Prima fase
| Data      | Ora locale | Squadra       | Punteggio      | Squadra       | Referto |
| --------- | ---------- | ------------- | -------------- | ------------- | ------- |
| 9 agosto  | 16:45      | Brasile       | 62 - 68 d.t.s. | Corea del Sud | ref     |
| 11 agosto | 14:30      | Corea del Sud | 72 - 77        | Russia        | ref     |
| 13 agosto | 20:00      | Australia     | 90 - 62        | Corea del Sud | ref     |
| 15 agosto | 22:15      | Corea del Sud | 53 - 63        | Bielorussia   | ref     |
| 17 agosto | 14:30      | Lettonia      | 68 - 72        | Corea del Sud | ref     |

| Squadra       | P  | V | P | PF  | PS  | Diff. |
| ------------- | -- | - | - | --- | --- | ----- |
| Australia     | 10 | 5 | 0 | 424 | 319 | +105  |
| Russia        | 9  | 4 | 1 | 339 | 333 | +6    |
| Bielorussia   | 7  | 2 | 3 | 324 | 332 | -8    |
| Corea del Sud | 7  | 2 | 3 | 327 | 360 | -33   |
| Brasile       | 6  | 1 | 4 | 337 | 354 | -17   |
| Lettonia      | 6  | 1 | 4 | 334 | 387 | -53   |

#### Seconda fase
Quarti di finale
| Arbitri: | Stephen Seibel Fatima da Silva Mohammad Al-Amiri |

|                   |          |                |
| Fowles 26         | Punti    | Kim G. 14      |
| Augustus, Smith 3 | Assist   | Park 7         |
| Fowles 14         | Rimbalzi | Choi, Kim G. 5 |

## Pallamano

### Torneo maschile
La nazionale sudcoreana si è qualificata per i Giochi vincendo il torneo preolimpico asiatico.

#### Squadra
La squadra era formata da:
- Han Kyung-Tai (portiere)
- Jeong Yi-Kyeong (centrale)
- Kim Tea-Wan (ala sinistra)
- Jung Suyoung (ala destra)
- Park Jung-Geu (pivot)
- Park Chan-Yong (pivot)
- Yoon Kyung-shin (terzino destro)
- Cho Chi-Hyo (ala destra)
- Lee Tea-Young (ala sinistra)
- Kang Il-Koo (portiere)
- Lee Jae-Woo (terzino destro)
- Paek Won-Chul (terzino sinistro)
- Ko Kyungsoo (centrale)
- Yoon Kyung-Min (terzino sinistro)

#### Prima fase
| Arbitro: | Canbro (SVE), Claesson (SVE) |

|         |           |       |
| Kraus 7 | Marcatori | Cho 7 |

| Arbitro: | Licis (LAT), Stolarovs (LAT) |

|        |           |             |
| Jung 9 | Marcatori | Nøddesbo 11 |

| Arbitro: | Baum (POL), Goralczyk (POL) |

|        |           |                        |
| Yoon 6 | Marcatori | Geirsson, Sigurdsson 5 |

| Arbitro: | Breto (ESP), Huelin (ESP) |

|               |           |        |
| Abd Elsalam 8 | Marcatori | Paek 7 |

| Arbitro: | Bord (FRA), Buy (FRA) |

|               |           |        |
| Rastvortsev 6 | Marcatori | Yoon 7 |

| Squadra          | Giocate | Vinte | Pareggiate | Perse | Gol fatti | Gol subiti | Differenza reti | Punti |
| ---------------- | ------- | ----- | ---------- | ----- | --------- | ---------- | --------------- | ----- |
| 1. Corea del Sud | 5       | 3     | 0          | 2     | 122       | 129        | -7              | 6     |
| 2. Danimarca     | 5       | 2     | 2          | 1     | 137       | 131        | 6               | 6     |
| 3. Islanda       | 5       | 2     | 2          | 1     | 151       | 146        | 5               | 6     |
| 4. Russia        | 5       | 2     | 1          | 2     | 126       | 121        | 5               | 5     |
| 5. Germania      | 5       | 2     | 1          | 2     | 126       | 130        | -4              | 5     |
| 6. Egitto        | 5       | 0     | 2          | 3     | 127       | 132        | -5              | 2     |

#### Seconda fase
Quarti di finale
| Arbitro: | Gjeding(DEN), Hansen (DEN) |

|         |           |         |
| Jeong 7 | Marcatori | Rocas 8 |

Semifinale 5º-8º posto
| Arbitro: | Canbro (SWE), Claesson (SWE) |

|           |           |        |
| Jurasik 7 | Marcatori | Yoon 6 |

Finale 7º-8º posto
| Arbitro: | Aires Menezes (BRA), Aparecido Pinto (BRA) |

|          |           |       |
| Hansen 8 | Marcatori | Ko 10 |

### Torneo femminile
La nazionale sudcoreana si è qualificata per i Giochi nel terzo torneo preolimpico.

#### Squadra
La squadra era formata da:
- Oh Yong-Ran (portiere)
- Kim Ona (centrale)
- Huh Soon-Young (pivot)
- Song Hai-Rim (terzino sinistro)
- Kim Nam-Sun (ala sinistro)
- Kim Cha-Youn (pivot)
- Oh Seong-Ok (centrale)
- Hong Jeong-Ho (terzino destro)
- Park Chung-Hee (ala destra)
- Lee Min-Hee (portiere)
- An Jung-Hwa (ala sinistra)
- Bae Min-Hee (ala destra)
- Choi Im-Jeong (terzino destro)
- Moon Pil-Hee (terzino sinistro)

#### Prima fase
| Arbitro: | Gjeding (DEN), Hansen (DEN) |

|               |           |         |
| Marennikova 6 | Marcatori | Kim O 7 |

| Arbitro: | Krstic (SLO), Ljubic (SLO) |

|        |           |                   |
| Hong 6 | Marcatori | Jurack, Loerper 4 |

| Arbitro: | Baum (POL), Goralczyk (POL) |

|            |           |               |
| An, Park 7 | Marcatori | Ahlm, Boson 6 |

| Arbitro: | Licis (LAT), Stolarovs (LAT) |

|              |           |         |
| Nascimento 9 | Marcatori | Hong 10 |

| Arbitro: | Breto (ESP), Huelin (ESP) |

|           |           |      |
| Gorbicz 7 | Marcatori | Oh 6 |

| Squadra          | Giocate | Vinte | Pareggiate | Perse | Gol fatti | Gol subiti | Differenza reti | Punti |
| ---------------- | ------- | ----- | ---------- | ----- | --------- | ---------- | --------------- | ----- |
| 1. Russia        | 5       | 4     | 1          | 0     | 148       | 125        | +23             | 9     |
| 2. Corea del Sud | 5       | 3     | 1          | 1     | 155       | 127        | +28             | 7     |
| 3. Ungheria      | 5       | 2     | 1          | 2     | 129       | 142        | -13             | 5     |
| 4. Svezia        | 5       | 2     | 0          | 3     | 102       | 112        | -10             | 4     |
| 5. Brasile       | 5       | 1     | 1          | 3     | 94        | 104        | -10             | 3'    |
| 6. Germania      | 5       | 1     | 0          | 4     | 127       | 145        | -18             | 2     |

#### Seconda fase
Quarti di finale
| Arbitro: | Aires, Aparecido (BRA) |

|        |           |         |
| Park 8 | Marcatori | Huang 5 |

Semifinale
| Arbitro: | Breto, Huelin (ESP) |

|                        |           |        |
| Hammerseng, Johansen 6 | Marcatori | Moon 9 |

Finale per il bronzo
| Arbitro: | Chernega (RUS), Poladenko (RUS) |

|         |           |           |
| Moon 10 | Marcatori | Ferling 7 |

## Pentathlon moderno
| Gara      | Atleta        | Tiro  | Tiro  | Scherma  | Scherma | Nuoto   | Nuoto | Equitazione  | Equitazione | Corsa    | Corsa | Punteggio totale | Posizione |
| Gara      | Atleta        | Punti | Punt. | Vittorie | Punt.   | Tempo   | Punt. | Punti        | Punt.       | Tempo    | Punt. | Punteggio totale | Posizione |
| --------- | ------------- | ----- | ----- | -------- | ------- | ------- | ----- | ------------ | ----------- | -------- | ----- | ---------------- | --------- |
| Maschile  | Lee Chun-Heon | 176   | 1048  | 19       | 856     | 2'09"18 | 1252  | non concluso | 84          | 9'41"05  | 1076  | 4316             | 33        |
| Maschile  | Nam Dong-Hun  | 181   | 1108  | 15       | 760     | 2'05"28 | 1300  | 144,52       | 540         | 9'30"67  | 1120  | 4828             | 29        |
| Femminile | Yun Cho-Rong  | 166   | 928   | 16       | 784     | 2'22"88 | 1208  | 71,57        | 892         | 11'47"30 | 892   | 4872             | 33        |

## Pugilato
| Gara         | Atleta        | Sedicesimi                             | Ottavi                                      | Quarti                               | Semifinali                           | Finale |
| ------------ | ------------- | -------------------------------------- | ------------------------------------------- | ------------------------------------ | ------------------------------------ | ------ |
| Pesi mosca   | Lee Ok-Sung   | Raushee Warren (Stati Uniti) 9-8       | Walid Cherif (Tunisia) 5-11                 |                                      |                                      |        |
| Pesi gallo   | Han Soon-Chul | bye                                    | Héctor Manzanilla (Venezuela) 6-17          |                                      |                                      |        |
| Pesi leggeri | Baik Jong-Sub | bye                                    | Pichai Sayota (Thailandia) 10-4             | Hrachik Javakhyan (Armenia) w/o      |                                      |        |
| Pesi welter  | Kim Jung-Joo  | Jack Culcay-Keth (Germania) +11-11     | John Jackson (Isole Vergini Americane) 10-0 | Demetrius Andrade (Stati Uniti) 11-9 | Bakhyt Sarsekbayev (Kazakistan) 6-10 |        |
| Pesi medi    | Cho Deok-Jin  | Angkhan Chomphuphuang (Thailandia) 3-9 |                                             |                                      |                                      |        |

## Scherma
| Gara                 | Atleta                                | Turno 1                        | Sedicesimi                       | Ottavi                        | Quarti                          | Semifinali | Finale |
| -------------------- | ------------------------------------- | ------------------------------ | -------------------------------- | ----------------------------- | ------------------------------- | ---------- | ------ |
| Fioretto individuale | Choi Byung-Chul                       |                                | Khalid Al-Hamadi (Qatar) 15-3    | Yūki Ōta (Giappone) 14-15     |                                 |            |        |
| Sciabola individuale | Oh Eun-Seok                           | bye                            | Dmitri Lapkes (Bielorussia) 15-8 | Nicolas Lopez (Francia) 11-15 |                                 |            |        |
| Spada individuale    | Jin Sun Jung                          | bye                            | Li Guojie (Cina) 15-6            | Dmytro Čumak (Ucraina) 15-6   | Fabrice Jeannet (Francia) 11-15 |            |        |
| Spada individuale    | Kim Seung Gu                          | Sello Maduma (Sudafrica) 15-12 | Géza Imre (Ungheria) 14-15       |                               |                                 |            |        |
| Spada individuale    | Kim Won-Jin                           | bye                            | José Luis Abajo (Spagna) 14-15   |                               |                                 |            |        |
| Spada a squadre      | Jin Sun Jung Kim Seung Gu Kim Won-Jin |                                |                                  |                               | Italia 37-45                    |            |        |

| Gara                 | Atleta        | Turno 1 | Sedicesimi                        | Ottavi                           | Quarti                           | Semifinali                       | Finale                         |
| -------------------- | ------------- | ------- | --------------------------------- | -------------------------------- | -------------------------------- | -------------------------------- | ------------------------------ |
| Fioretto individuale | Jung Gil-Ok   | bye     | Chieko Sugawara (Giappone) 9-11   |                                  |                                  |                                  |                                |
| Fioretto individuale | Nam Hyun-Hee  | bye     | Iman Shaban (Egitto) 15-6         | Gabriella Varga (Ungheria) 15-4  | Chieko Sugawara (Giappone) 15-10 | Giovanna Trillini (Italia) 15-10 | Valentina Vezzali (Italia) 5-6 |
| Sciabola individuale | Kim Keum-Hwa  | bye     | Carole Vergne (Francia) 15-14     | Tan Xue (Cina) 8-15              |                                  |                                  |                                |
| Sciabola individuale | Lee Shin-Mi   | bye     | Olga Ovtchinnikova (Canada) 13-15 |                                  |                                  |                                  |                                |
| Spada individuale    | Jung Hyo-Jung |         | Kelley Hurley (Stati Uniti) 15-6  | Britta Heidemann (Germania) 5-12 |                                  |                                  |                                |

## Sollevamento pesi
| Gara   | Atleta         | Strappo | Strappo | Slancio      | Slancio      | Totale       | Posizione    |
| Gara   | Atleta         | Ris.    | Pos.    | Ris.         | Pos.         | Totale       | Posizione    |
| ------ | -------------- | ------- | ------- | ------------ | ------------ | ------------ | ------------ |
| 62 kg  | Ji Hun-Min     | 142     | 2       | 0            | -            | non concluso | non concluso |
| 69 kg  | Lee Bae-Young  | 155     | 2       | 0            | -            | non concluso | non concluso |
| 77 kg  | Kim Kwang-Hoon | 155     | 11      | 200          | 2            | 355          | 4            |
| 77 kg  | Sa Jae-Hyouk   | 163     | 3       | 203          | 1            | 366          |              |
| 105 kg | Jeon Sang-Guen | 0       | -       | non concluso | non concluso | non concluso | non concluso |

| Gara   | Atleta        | Strappo | Strappo | Slancio | Slancio | Totale | Posizione |
| Gara   | Atleta        | Ris.    | Pos.    | Ris.    | Pos.    | Totale | Posizione |
| ------ | ------------- | ------- | ------- | ------- | ------- | ------ | --------- |
| 48 kg  | Im Jyoung-Hwa | 86      | 3       | 110     | 4       | 196    | 4         |
| 53 kg  | Yoon Jin-Hee  | 94      | 3       | 119     | 2       | 213    |           |
| 63 kg  | Kim Sook-Yung | 98      | 8       | 127     | 4       | 225    | 6         |
| +75 kg | Jang Mi-Ran   | 140     | 1       | 186     | 1       | 326    |           |

## Taekwondo
| Gara            | Atleta           | Tabellone principale                                | Tabellone principale             | Tabellone principale            | Tabellone principale               | Ripescaggi | Ripescaggi |
| Gara            | Atleta           | Ottavi                                              | Quarti                           | Semifinali                      | Finale                             | Semifinali | Finale     |
| --------------- | ---------------- | --------------------------------------------------- | -------------------------------- | ------------------------------- | ---------------------------------- | ---------- | ---------- |
| 68 kg maschile  | Son Tae-Jin      | Dennis Bekkers (Paesi Bassi) 4-3                    | Servet Tazegül (Turchia) 1-0     | Sung Yu-Chi (Taipei cinese) 7-6 | Mark López (Stati Uniti) 3-2       |            |            |
| +80 kg maschile | Cha Dong-Min     | Kristopher Moitland (Costa Rica) 1-(-2)             | Akmal Irgashev (Uzbekistan) 2-0  | Ángel Matos (Cuba) 1-0          | Alexandros Nikolaidis (Grecia) 5-4 |            |            |
| 57 kg femminile | Lim Su-Jeong     | Su Li-Wen (Taipei cinese) 1-0                       | Robin Cheong (Nuova Zelanda) 4-1 | Veronica Calabrese (Italia) 5-1 | Azize Tanrıkulu (Turchia) 1-0      |            |            |
| 67 kg femminile | Hwang Kyung-Seon | Sheikha Maitha Al-Maktoum (Emirati Arabi Uniti) 5-1 | Sandra Šarić (Croazia) 3-1       | Gwladys Épangue (Francia) 2-1   | Karine Sergerie (Canada) 2-1       |            |            |

## Tennis
| Gara               | Atleta         | Trentaduesimi                              | Sedicesimi | Ottavi | Quarti | Semifinali | Finale |
| ------------------ | -------------- | ------------------------------------------ | ---------- | ------ | ------ | ---------- | ------ |
| Singolare maschile | Lee Hyung-Taik | Rafael Arevalo (El Salvador) 6-4, 3-6, 4-6 |            |        |        |            |        |

## Tennis tavolo
| Gara              | Atleta         | Preliminari | Turno 1 | Turno 2                                                                     | Turno 3                                                                   | Turno 4                                                        | Quarti                                      | Semifinali | Finale |
| ----------------- | -------------- | ----------- | ------- | --------------------------------------------------------------------------- | ------------------------------------------------------------------------- | -------------------------------------------------------------- | ------------------------------------------- | ---------- | ------ |
| Singolo maschile  | Oh Sang-Eun    | bye         | bye     | bye                                                                         | Segun Toriola (Nigeria) 4-3 (12-14, 15-13, 11-6, 11-5, 9-11, 9-11, 11-7)  | Timo Boll (Germania) 4-1 (11-9, 11-4, 11-9, 8-11, 11-4)        | Ma Lin (Cina) 0-4 (3-11, 5-11, 9-11, 10-12) |            |        |
| Singolo maschile  | Ryu Seung-Min  | bye         | bye     | bye                                                                         | Ko Lai Chak (Hong Kong) 2-4 (7-11, 8-11, 6-11, 11-4, 11-5, 10-12)         |                                                                |                                             |            |        |
| Singolo maschile  | Yoon Jae-Young | bye         | bye     | William Henzell (Australia) 4-3 (4-11, 7-11, 11-9, 10-12, 11-5, 11-7, 11-4) | Werner Schlager (Austria) 3-4 (12-10, 8-11, 11-6, 4-11, 11-9, 6-11, 8-11) |                                                                |                                             |            |        |
| Singolo femminile | Dang Ye-Seo    | bye         | bye     | Miao Miao (Australia) 4-1 (11-3, 7-11, 11-3, 11-6, 11-6)                    | Feng Tianwei (Singapore) 0-4 (4-11, 5-11, 3-11, 5-11)                     |                                                                |                                             |            |        |
| Singolo femminile | Kim Kyung-Ah   | bye         | bye     | bye                                                                         | Fukuoka Haruna (Giappone) 4-2 (11-9, 14-16, 12-10, 12-14, 11-9, 11-7)     | Wang Chen (Cina) 3-4 (9-11, 11-9, 8-1112-10, 11-6, 9-11, 5-11) |                                             |            |        |
| Singolo femminile | Park Mi-Young  | bye         | bye     | bye                                                                         | Kim Jeong (Corea del Nord) 4-0 (11-7, 11-4, 11-8, 11-6)                   | Wang Nan (Cina) 2-4 (7-11, 7-11, 11-9, 6-11, 13-11, 5-11)      |                                             |            |        |

### Gara a squadre maschile
La squadra maschile è stata formata da Oh Sang-Eun, Ryu Seung-Min e Yoon Jae-Young.

#### Prima fase
| 13 agosto 2008 | Corea del Sud | 3 – 0 | Svezia |  |

| 13 agosto 2008 | Corea del Sud | 3 – 1 | Brasile |  |

| 14 agosto 2008 | Corea del Sud | 3 – 1 | Taipei cinese |  |

| Squadra       | P.ti | G | V | P | GV | GP |
| ------------- | ---- | - | - | - | -- | -- |
| Corea del Sud | 6    | 3 | 3 | 0 | 9  | 2  |
| Taipei cinese | 5    | 3 | 2 | 1 | 7  | 6  |
| Svezia        | 4    | 3 | 1 | 2 | 5  | 6  |
| Brasile       | 3    | 3 | 0 | 3 | 2  | 9  |

#### Seconda fase
Semifinale
| 16 agosto 2008 | Corea del Sud | 0 – 3 | Cina |  |

Semifinale per il bronzo
| 17 agosto 2008 | Corea del Sud | 3 – 1 | Hong Kong |  |

Finale per il bronzo
| 18 agosto 2008 | Corea del Sud | 3 – 1 | Austria |  |

### Gara a squadre femminile
La squadra femminile è stata formata da Dang Ye-Seo, Kim Kyung-Ah e Park Mi-Young.

#### Prima fase
| 13 agosto 2008 | Corea del Sud | 3 – 0 | Spagna |  |

| 14 agosto 2008 | Corea del Sud | 3 – 0 | Australia |  |

| 14 agosto 2008 | Corea del Sud | 3 – 0 | Giappone |  |

| Squadra       | P.ti | G | V | P | GV | GP |
| ------------- | ---- | - | - | - | -- | -- |
| Corea del Sud | 6    | 3 | 3 | 0 | 9  | 0  |
| Giappone      | 5    | 3 | 2 | 1 | 6  | 5  |
| Spagna        | 4    | 3 | 1 | 2 | 5  | 6  |
| Australia     | 3    | 3 | 0 | 3 | 0  | 9  |

#### Seconda fase
Semifinale
| 15 agosto 2008 | Corea del Sud | 2 – 3 | Singapore |  |

Semifinale per il bronzo
| 16 agosto 2008 | Corea del Sud | 3 – 0 | Stati Uniti |  |

Finale per il bronzo
| 17 agosto 2008 | Corea del Sud | 3 – 0 | Giappone |  |

## Tiro
| Gara                         | Atleta        | Qualificazioni | Qualificazioni | Finale    | Finale       | Finale |
| Gara                         | Atleta        | Punteggio      | Pos.           | Punteggio | Punt. totale | Pos.   |
| ---------------------------- | ------------- | -------------- | -------------- | --------- | ------------ | ------ |
| Carabina 10 m aria compressa | Han Jin-Seop  | 590            | 26             |           |              |        |
| Carabina 10 m aria compressa | Park Bong-Duk | 593            | 16             |           |              |        |
| Carabina 50 m a terra        | Park Bong-Duk | 587            | 43             |           |              |        |
| Carabina 50 m a terra        | Kim Hak-Man   | 591            | 28             |           |              |        |
| Carabina 50 m tre posizioni  | Han Jin-Seop  | 1165           | 15             |           |              |        |
| Carabina 50 m tre posizioni  | Park Bong-Duk | 1159           | 31             |           |              |        |
| Pistola 10 m aria compressa  | Jin Jong-Oh   | 584            | 2              | 100,5     | 684,5        |        |
| Pistola 10 m aria compressa  | Lee Dae-Myung | 580            | 16             |           |              |        |
| Pistola 50 m                 | Jin Jong-Oh   | 563            | 6              | 97,4      | 660,4        |        |
| Pistola 50 m                 | Lee Dae-Myung | 551            | 26             |           |              |        |
| Trap                         | Lee Young-Sik | 115            | 15             |           |              |        |

| Gara                         | Atleta         | Qualificazioni | Qualificazioni | Finale    | Finale       | Finale |
| Gara                         | Atleta         | Punteggio      | Pos.           | Punteggio | Punt. totale | Pos.   |
| ---------------------------- | -------------- | -------------- | -------------- | --------- | ------------ | ------ |
| Carabina 10 m aria compressa | Kim Chan-Mi    | 396            | 10             |           |              |        |
| Carabina 10 m aria compressa | Kim Yeo-Oul    | 395            | 13             |           |              |        |
| Carabina 50 m tre posizioni  | Kim Yoo-Yeon   | 569            | 34             |           |              |        |
| Pistola 10 m aria compressa  | Lee Ho-Lim     | 380            | 21             |           |              |        |
| Pistola 10 m aria compressa  | Kim Yun-Mi     | 382            | 16             |           |              |        |
| Pistola 25 m                 | Ahn Soo-Kyeong | 288            | 23             |           |              |        |
| Pistola 25 m                 | Lee Ho-Lim     | 289            | 20             |           |              |        |
| Skeet                        | Kim Min-Ji     | 55             | 18             |           |              |        |
| Trap                         | Lee Bo-Na      | 55             | 19             |           |              |        |

## Tiro con l'arco
| Gara                  | Atleta                                    | Turno di qualificazione | Turno di qualificazione | Turno 1                                  | Turno 2                               | Ottavi                                      | Quarti                                       | Semifinali                           | Finale                               |
| Gara                  | Atleta                                    | Punteggio               | Pos.                    | Turno 1                                  | Turno 2                               | Ottavi                                      | Quarti                                       | Semifinali                           | Finale                               |
| --------------------- | ----------------------------------------- | ----------------------- | ----------------------- | ---------------------------------------- | ------------------------------------- | ------------------------------------------- | -------------------------------------------- | ------------------------------------ | ------------------------------------ |
| Individuale maschile  | Im Dong-Hyun                              | 670                     | 8                       | Ali Salem (Qatar) 108-103                | Butch Johnson (Stati Uniti) 115-106   | Vic Wunderle (Stati Uniti) 111-113          |                                              |                                      |                                      |
| Individuale maschile  | Lee Chang-Hwan                            | 669                     | 10                      | Jiang Lin (Cina) 112-108                 | Yusuf Ergin (Turchia) 117-109         | Cheng Chu Sian (Malaysia) 105(+18)-105(+19) |                                              |                                      |                                      |
| Individuale maschile  | Park Kyung-Mo                             | 676                     | 4                       | Luiz Trainini (Brasile) 116-99           | Kuo Cheng Wei (Taipei cinese) 111-110 | Rafał Dobrowolski (Polonia) 113-105         | Juan Carlos Stevens (Cuba) 108(+19)-108(+17) | Juan René Serrano (Messico) 115-112  | Viktor Ruban (Ucraina) 112-113       |
| Squadre maschile      | Im Dong-Hyun Lee Chang-Hwan Park Kyung-Mo | 2015                    | 1                       |                                          |                                       |                                             | Polonia 224-222                              | Cina 221-218                         | Italia 227-225                       |
| Individuale femminile | Joo Hyun-Jung                             | 664                     | 3                       | Sigrid Romero (Colombia) 108-98          | Natalia Valeeva (Italia) 110-108      | Bérangère Schuh (Francia) 109-104           | Zhang Juanjuan (Cina) 101-106                |                                      |                                      |
| Individuale femminile | Park Sung-Hyun                            | 673                     | 1                       | Khadija Abbouda (Marocco) 112-80         | Anja Hitzler (Germania) 112-107       | Elpida Romantzi (Grecia) 115-103            | Nami Hayakawa (Giappone) 112-103             | Kwon Un Sil (Corea del Nord) 109-106 | Zhang Juanjuan (Cina) 109-110        |
| Individuale femminile | Yun Ok-Hee                                | 667                     | 2                       | Albina Kamaltdinova (Tagikistan) 109-102 | Marie-Pier Beaudet (Canada) 114-107   | Chen Ling (Cina) 113-103                    | Khatuna Lorig (Stati Uniti) 111-105          | Zhang Juanjuan (Cina) 109-115        | Kwon Un Sil (Corea del Nord) 109-106 |
| Squadre femminile     | Joo Hyun-Jung Park Sung-Hyun Yun Ok-Hee   | 2004                    | 1                       |                                          |                                       |                                             | Italia 231-217                               | Francia 213-184                      | Cina 224-215                         |

## Tuffi
| Gara               | Atleta          | Preliminari | Preliminari | Semifinale | Semifinale | Finale | Finale |
| Gara               | Atleta          | Punti       | Pos.        | Punti      | Pos.       | Punti  | Pos.   |
| ------------------ | --------------- | ----------- | ----------- | ---------- | ---------- | ------ | ------ |
| Trampolino 3 metri | Son Seong-Cheol | 353,35      | 29          |            |            |        |        |

## Vela
| Gara              | Atleta                    | Regata | Regata | Regata | Regata | Regata | Regata | Regata | Regata | Regata | Regata     | Regata | Punteggio | Pos. |
| Gara              | Atleta                    | 1      | 2      | 3      | 4      | 5      | 6      | 7      | 8      | 9      | 10         | M      | Punteggio | Pos. |
| ----------------- | ------------------------- | ------ | ------ | ------ | ------ | ------ | ------ | ------ | ------ | ------ | ---------- | ------ | --------- | ---- |
| Windsurf maschile | Lee Tae-Hun               | 22     | 14     | 20     | 15     | 20     | 25     | 13     | 11     | 9      | 9          |        | 133       | 18   |
| Laser maschile    | Ha Jee-Min                | 23     | 33     | 37     | 31     | 13     | 17     | 17     | 34     | 22     | cancellata |        | 190       | 28   |
| 470 maschile      | Kim Hyeong-Tae Yoon Cheul | 17     | 24     | 21     | 27     | 20     | 3      | 23     | 25     | 22     | 25         |        | 180       | 25   |